# Aroffnogneu
Aroffnogneu is het 36ste album in de reeks de avonturen van Urbanus uit 1992.

## Verhaal
Omdat Urbanus nu schatrijk is, (zie: De geforceerde Urbanus) geeft meester Kweepeer hem alle moeilijke opdrachten en verandert de opdrachten ook nog eens! En daardoor krijgt Urbanus altijd 0 punten. Urbanus wordt razend en geeft de schooldirecteur 15.000.000 om zijn job over te nemen. Dan ontslaat hij meester Kweepeer en maakt de zeeolifant Aroffnogneu meester.  Die geeft echter enkel taal en probeert de kinderen de woorden "Aroffnogneu", "Afrognogneu" en "Afrognogneugngngnnnnnnnntsssss" te leren. Maar enkel zeeolifanten kunnen die woorden zeggen. Opeens is al het geld van de familie Urbanus op en vertrekt de laatste leerling van Urbanus, maar toch worden ze opnieuw rijk. Maar... Waarom?